# Kurt Stille
Kurt Stille (ur. 19 listopada 1934 w Kopenhadze) – duński łyżwiarz szybki.
Stille startował na Zimowych Igrzyskach Olimpijskich w 1960 oraz 1964 roku. Najlepszy rezultat osiągnął na igrzyskach w 1964 w Innsbrucku, gdzie w biegu na 10 000 metrów zajął 9. miejsce.

## Osiągnięcia

### Igrzyska olimpijskie
- Squaw Valley 1960:
  - 1500 metrów: 13. miejsce
  - 5000 metrów: 27. miejsce
  - 10 000 metrów: 17. miejsce
- Innsbruck 1964:
  - 1500 metrów: 30. miejsce
  - 5000 metrów: 12. miejsce
  - 10 000 metrów: 9. miejsce